# Paysage organistique au sud de la Basse-Saxe

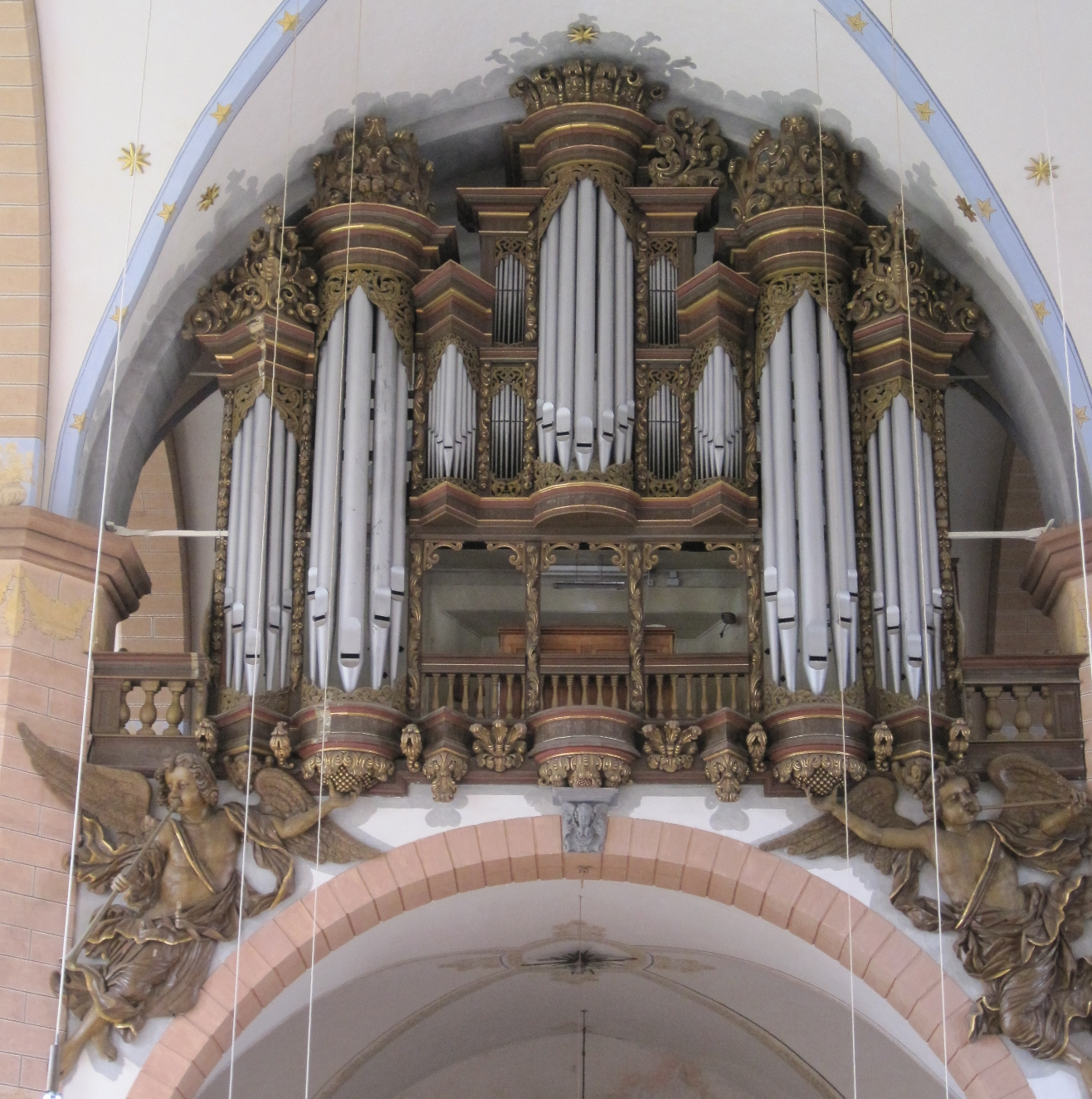
Schweimb-organ à Lamspringe (1696)

Le paysage organistique de la Basse-Saxe couvre l'arondissement de Goslar, le territoire de Göttingen, Hameln-Pyrmont, Hildesheim, Holzminden et Northeim ainsi que la ville de Salzgitter.
Plus de 70 orgues historiques du XVIIe au XIXe siècle sont conservés en totalité ou en partie dans le paysage des orgues, de la Basse-Saxe.